# Bahnhof Altenburg
Der Bahnhof Altenburg ist ein Bahnhof in der thüringischen Stadt Altenburg und ein Eisenbahnknoten an der Bahnstrecke Leipzig–Hof. Die seit 2002 nur noch im Güterverkehr genutzte Bahnstrecke nach Zeitz beginnt ebenfalls in Altenburg. Am Abzw Nobitz an der Strecke in Richtung Hof, gut drei km südlich des Bahnhofs zweigte die seit 1998 stillgelegte und inzwischen abgebaute Bahnstrecke Altenburg–Langenleuba-Oberhain ab. Etwa 10 km südlich von Altenburg, in Lehndorf, zweigt zudem in Richtung Westen eine Verbindungskurve zur Bahnstrecke Gößnitz–Gera ab, die dort verkehrenden Züge des Personenverkehrs haben Altenburg als Start- und Zielpunkt. Mit den Bahnhöfen Altenburg Nord und Altenburg-Rasephas besaß Altenburg auf der Strecke nach Zeitz bis zur Einstellung des Personenverkehrs noch zwei weitere Haltepunkte.

## Geschichte

### Bahnhofsnamen
Der Bahnhof Altenburg trug folgende Namen:
- bis 1936: Altenburg
- bis 1942: Altenburg (Thür)
- bis 1953: Altenburg (Thür) Hbf
- seit 1953: Altenburg

### Kopfbahnhof

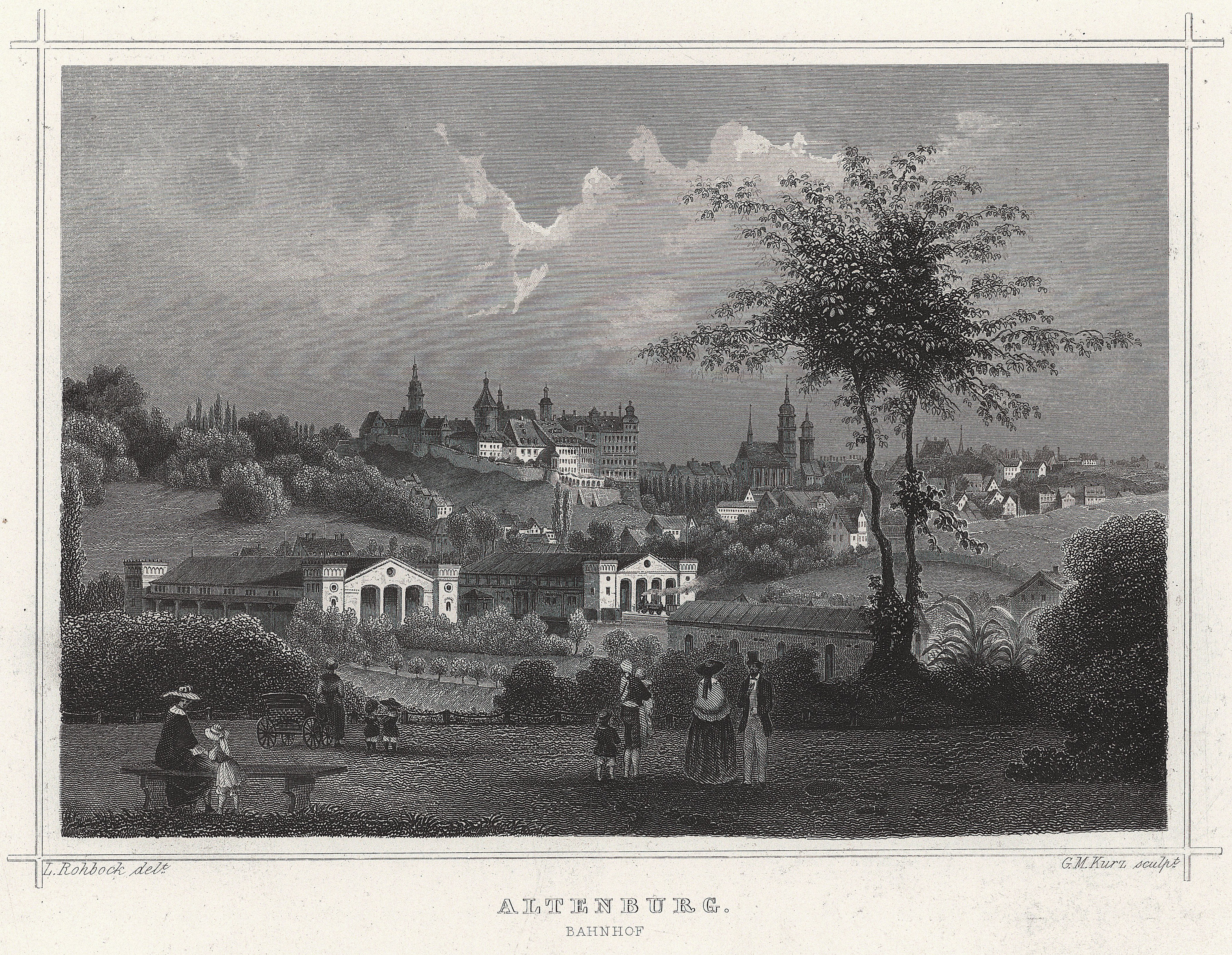
Altenburger Bahnhof um 1860

Der ursprüngliche Bahnhof Altenburg befand sich an einer anderen Stelle in der heutigen Fabrikstraße. Er wurde am 19. September 1842 feierlich eröffnet und war damit der erste Bahnhof auf ernestinischem Gebiet. Das Herzogtum Sachsen-Altenburg wollte den Bahnhof so nah wie möglich an seine Residenzstadt heranlegen, sodass ein Weiterbau der Strecke Richtung Süden aufgrund der topografischen Verhältnisse nicht möglich war und der Bahnhof somit zum Kopfbahnhof wurde. Die Strecke in Richtung Hof verlief zunächst ein kurzes Stück nach Norden und machte anschließend eine 180-Grad-Wendung ins Tal der Pleiße östlich der Stadt.

### Durchgangsbahnhof

Gleisplan des Bahnhofs Altenburg mit dem ehemaligen Rangierbahnhof und anderen Gleisflächen der WBA Waggonbau Altenburg

Mit dem zunehmenden Verkehr wurde der Kopfbahnhof mit der Zeit zu einem verkehrstechnischen Problem. 1876 begann man mit den Umbauarbeiten, bei denen der neue Bahnhof etwas weiter nach Osten und die neue, südwärts führende Strecke durch einen 375 m langen Tunnel verlegt wurde. Am 25. September 1878 fand „die erste Befahrung der neuen Schienenanlage mit Benutzung des Tunnels“ statt. Bauliche Reste des ehemaligen Kopfbahnhofs befinden sich noch heute in der Altenburger Fabrikstraße. Der Tunnel Altenburg wurde vor der Elektrifizierung der Strecke in den Jahren 1957 bis 1959 abgetragen.
Unmittelbar nordwestlich des Personenbahnhofs bestand an der Strecke nach Zeitz ein Rangierbahnhof. Dieser ist heute als Abstellbahnhof an die Waggonbau Altenburg GmbH vermietet.
1928 gingen im Bahnhof Altenburg drei elektromechanische Stellwerke der Bauform O&K in Betrieb.
Die amtliche Bezeichnung war ab 20. September 1942 Altenburg (Thür) Hbf.
In den 1990er Jahren wurde das Bahnhofsgebäude grundlegend saniert. So wurden unter anderem die Holztüren des Portikus wiederhergestellt, welche zu DDR-Zeiten durch Aluminiumtüren ersetzt worden waren.
In den Jahren 2010 und 2011 wurden weitere Modernisierungsmaßnahmen am Bahnhof getätigt, so wurden im Rahmen der Konjunkturprogramme der Bundesrepublik Deutschland und mit Mitteln der Nahverkehrsgesellschaft Thüringen die Bahnsteige 1 bis 3 erneuert, zum Bahnsteig 2/3 wurde ein Personenaufzug installiert. Die Bahnsteigdächer und der Personentunnel wurden saniert und die Beleuchtung der Bahnsteige und des Vorplatzes erneuert.
Im Jahr 2013 wurde das ehemalige Bahnpostgebäude abgerissen und eine Park-&-Ride-Anlage mit Motorrad- und überdachten Fahrradabstellplätzen errichtet. Im Zuge dessen wurden auch die Treppe und der Aufzug der Überführung über die Gleise zur Leipziger Straße saniert. Diese wurde 1993 eingeweiht, nachdem die 1898 errichtete Brücke 1991 abgerissen worden war.
Mit Inbetriebnahme des Leipziger City-Tunnels am 15. Dezember 2013 wurde das Liniennetz der S-Bahn Mitteldeutschland umfangreich umgestaltet. Seitdem verkehren die Linien S5 und S5X von Halle (Saale), dem Flughafen Leipzig/Halle und Leipzig über Altenburg nach Zwickau.
Im Dezember 2017 verkaufte die Deutsche Bahn das Empfangsgebäude an eine Immobiliengesellschaft aus Frankfurt (Main).
Im Mai 2020 schrieb die Deutsche Bahn im Kontext der Sanierung und Ertüchtigung auf 160 km/h der Sachsen-Franken-Magistrale einen Umbau des Bahnhofs einschließlich eines neuen elektronischen Stellwerks aus. Ergänzend werden dabei auch die Gleisanlagen sowie die dem Bahnhof vor- und nachgelagerten Eisenbahnbrücken erneuert. Die Arbeiten begannen im Juli 2021 und werden voraussichtlich bis zum August 2024 andauern.

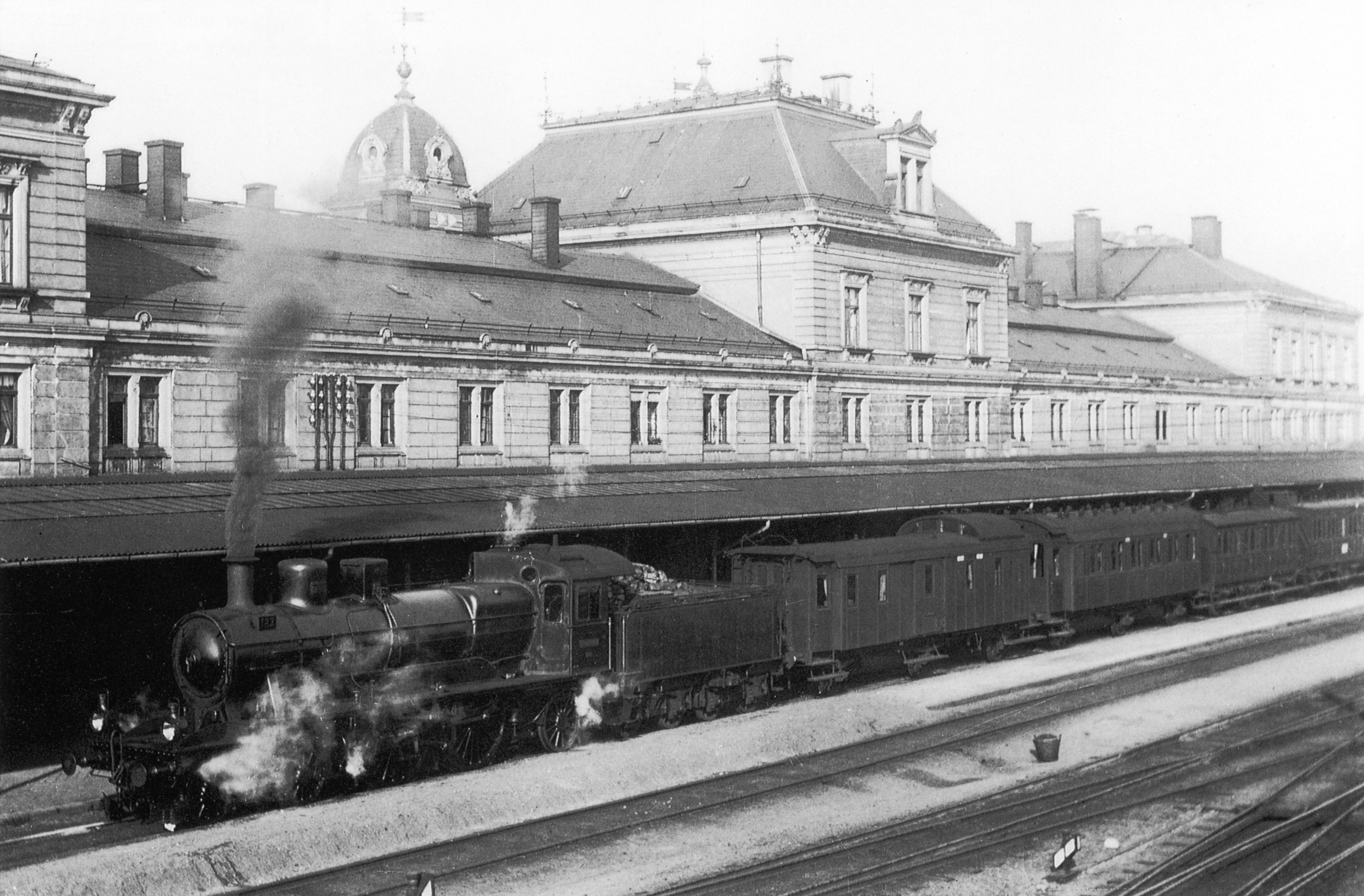
Gleisseite 1904
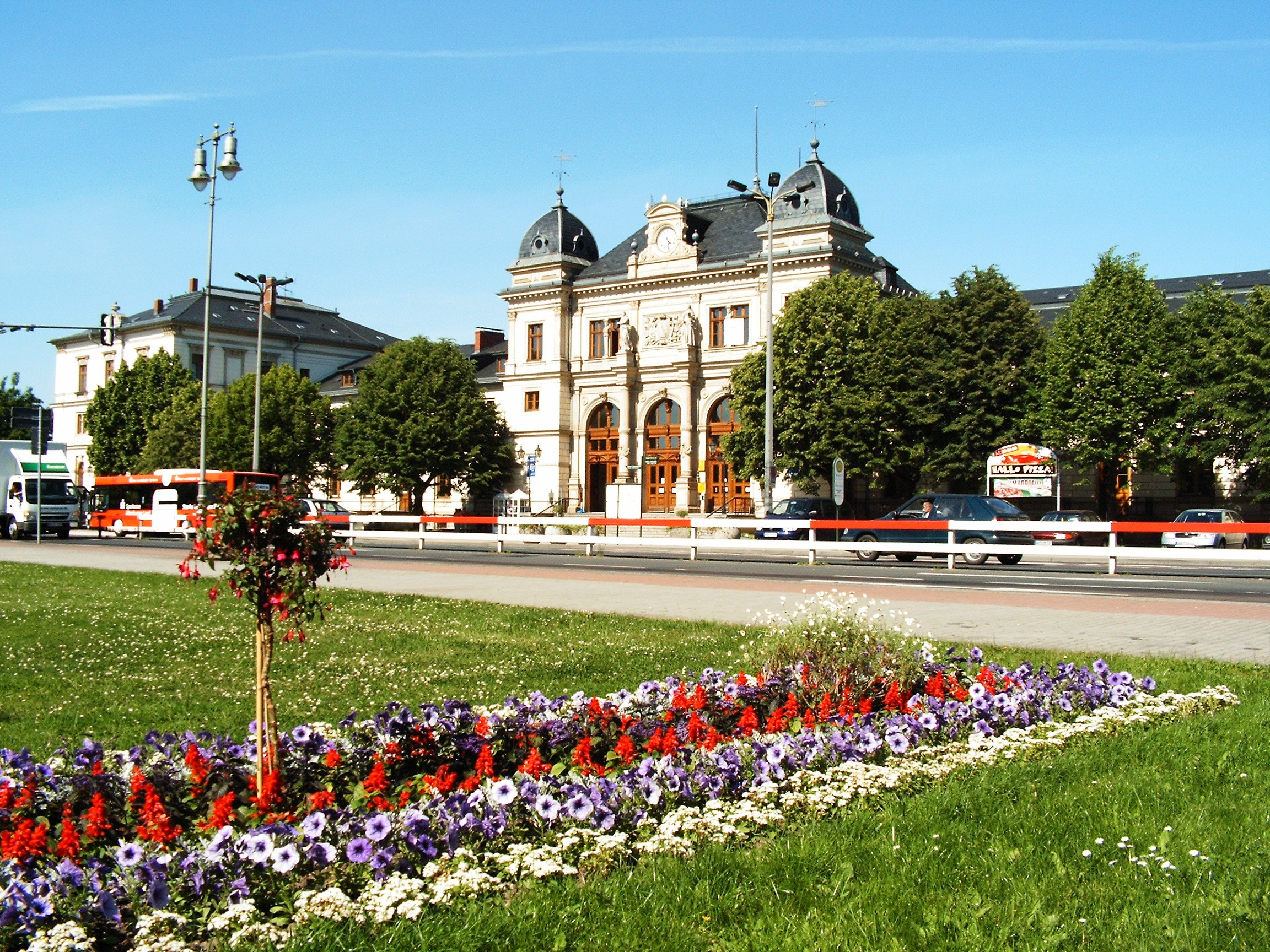
Vorderseite 2006
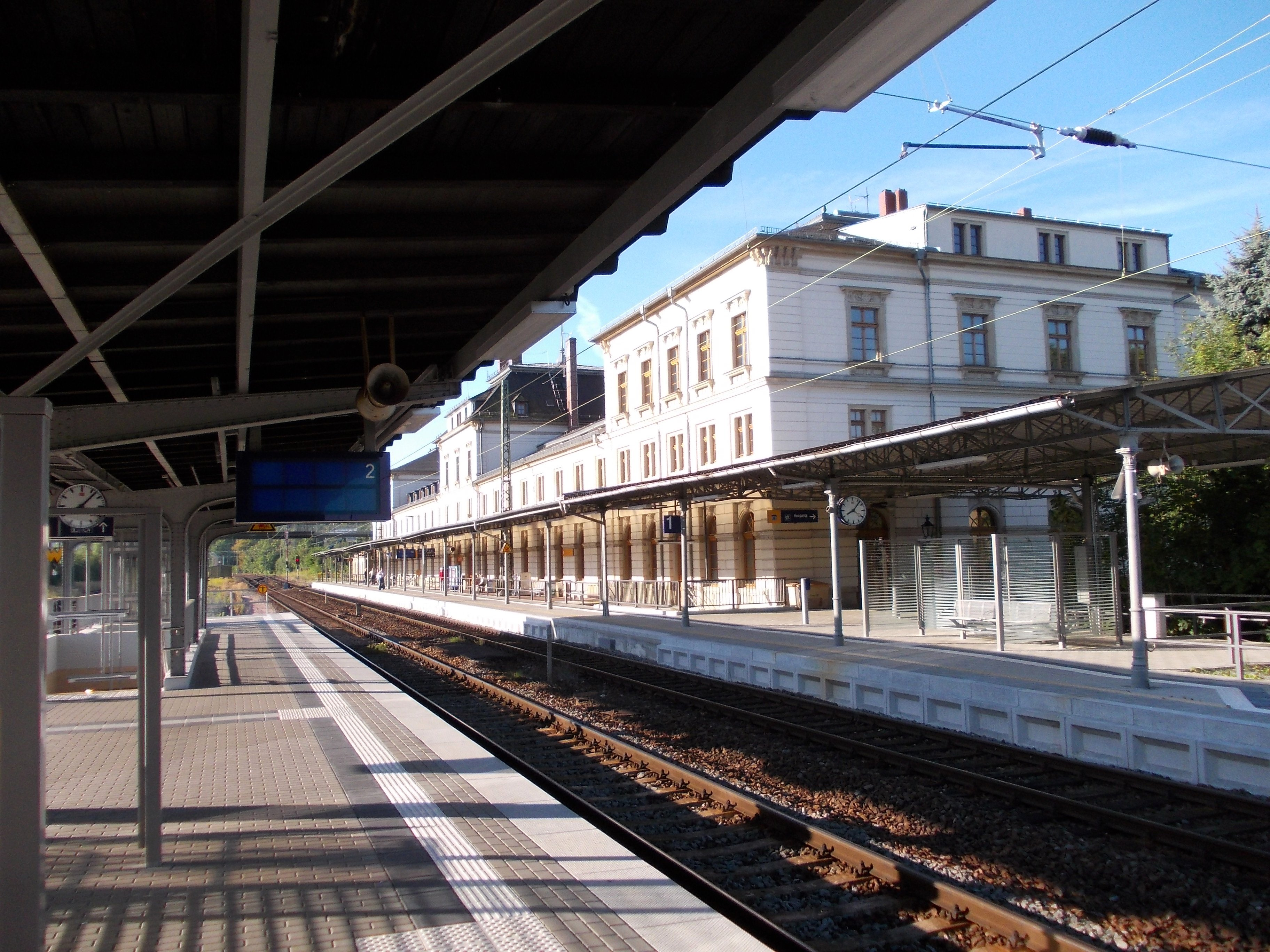
Gleisseite 2012
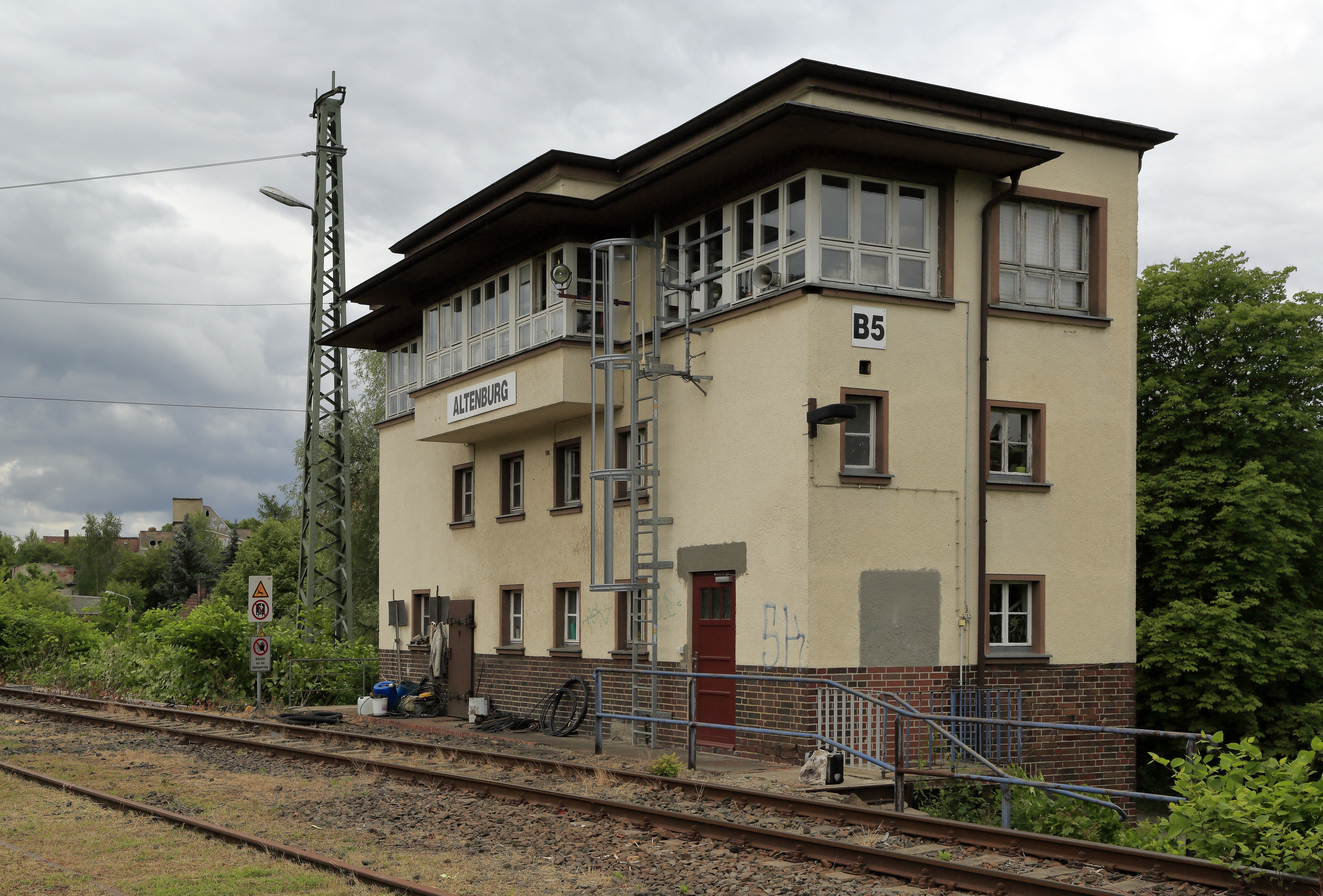
Stellwerk 5
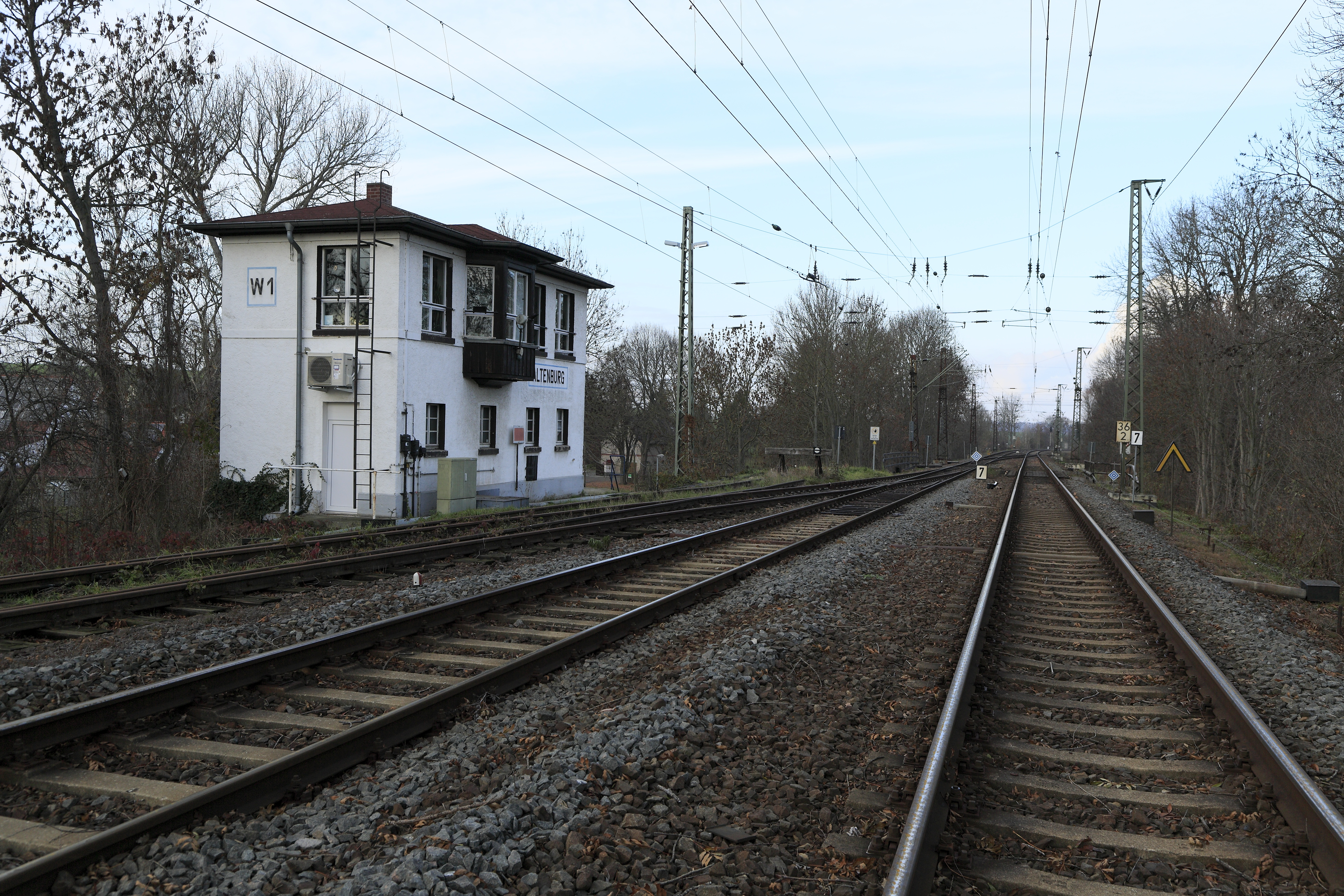
Nordkopf mit Stellwerk 1

## Bahnsteiggleise
Die Bahnsteige sind barrierefrei zugänglich, der Personentunnel ist stadtseitig durch eine Rampe erreichbar, der Bahnsteig 2 bis 4 über einen Aufzug.
| Gleis | Länge in m | Höhe in cm |
| ----- | ---------- | ---------- |
| 1     | 170        | 55         |
| 2     | 170        | 55         |
| 3     | 170        | 55         |
| 4     | 155        | 55         |
| 5     | 155        | 55         |
| 7     | 155        | 55         |

## Verkehrsanbindung
Auf den beiden S-Bahn-Linien werden Elektrotriebzüge des Typs Bombardier Talent 2 eingesetzt, diese überlagern sich zwischen Altenburg und dem Hauptbahnhof Halle zu einem 30-Minuten-Takt. Auf der Regional-Expresslinie Richtung Gera werden Dieseltriebwagen der Baureihe 612 eingesetzt. Der Bahnhof liegt an den Kursbuchstrecken 501.5 und 540, auf denen im Fahrplanjahr 2024 folgende Linien der DB Regio Südost verkehren:
| Linie | Linienverlauf | Takt (min)                                    |
| ----- | --- | --------------------------------------------- |
| RE 3  | Altenburg – Ronneburg (Thür) – Gera (– Hermsdorf-Klosterlausnitz – Jena-Göschwitz – Weimar – Erfurt)                    | 120                                           |
| S 5   | Zwickau (Sachs) – Crimmitschau – Gößnitz – Altenburg – Markkleeberg – Leipzig – Flughafen Leipzig/Halle – Halle (Saale) | 120 (Zwickau–Altenburg) 060 (Altenburg–Halle) |
| S 5X  | Zwickau (Sachs) – Crimmitschau – Gößnitz – Altenburg – Markkleeberg – Leipzig – Flughafen Leipzig/Halle – Halle (Saale) | 060                                           |

## Sonstiges

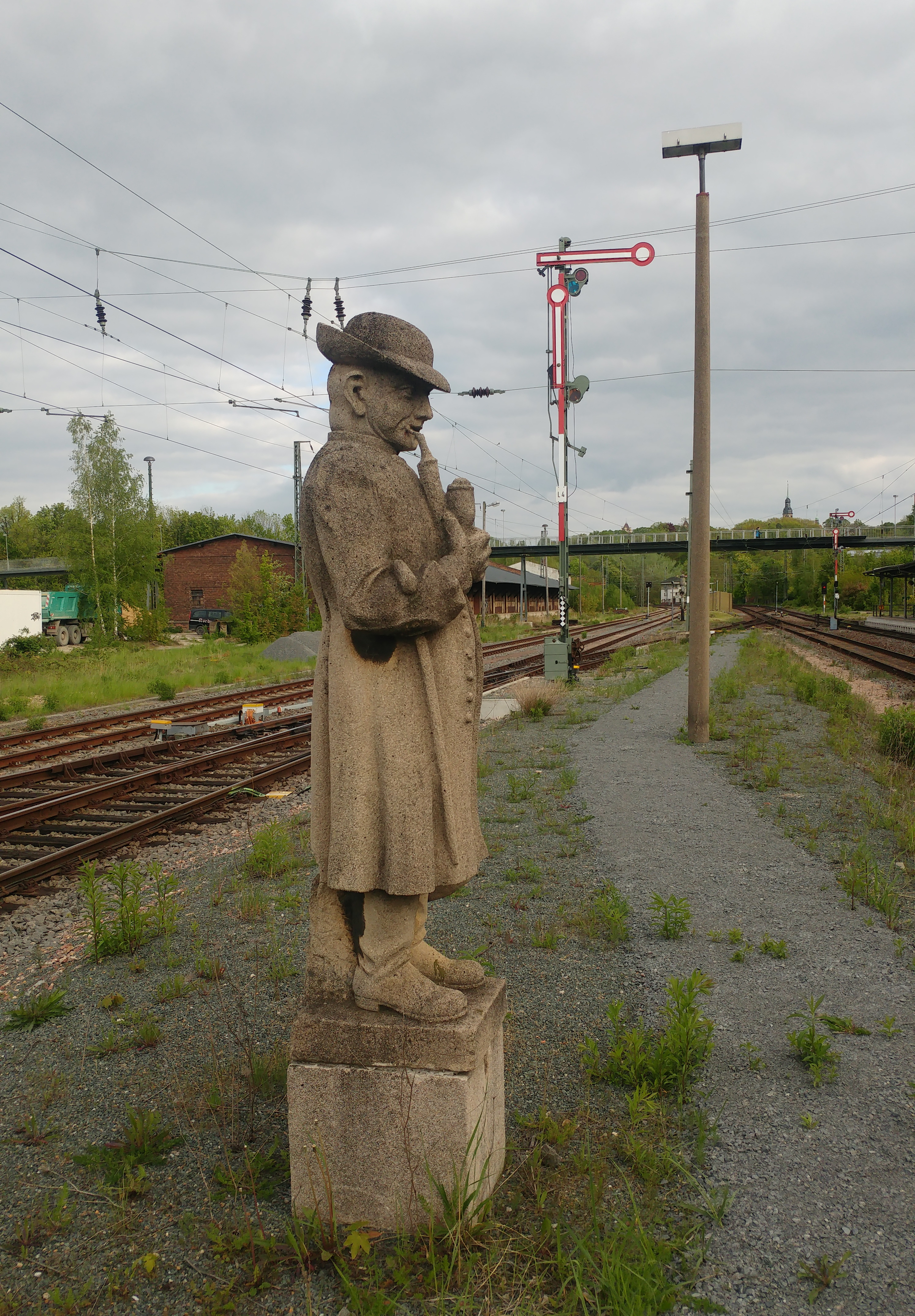
Skulptur des Altenburger Bauern

Den Bahnhof schmücken zwei Skulpturen, zum einen der Grüne Wenzel, der Pik-Bube beim Skat, in der Empfangshalle, zum andern ein Bildnis eines Altenburger Bauern, auch Malcher genannt, mit Hut, Pfeife und Reisetasche auf den Bahnsteigen zwei und drei. Dies soll symbolisieren, dass sich die wohlhabenden Bauern des Altenburger Landes eher eine Reise leisten konnten als Häusler, Knechte und Tagelöhner. Der zwei Meter hohe und 700 Kilogramm schwere Malcher wurde 1935 von dem Altenburger Bildhauer Johannes Dietze (* 1903) geschaffen.